# Maisonnais-sur-Tardoire
Pour l’article homonyme, voir Maisonnais dans le Cher.
Pour les articles homonymes, voir Tardoire (homonymie).
Maisonnais-sur-Tardoire (Maisonès en occitan) est une commune française située dans le département de la Haute-Vienne en région Nouvelle-Aquitaine.
Elle est intégrée au parc naturel régional Périgord-Limousin.

## Géographie

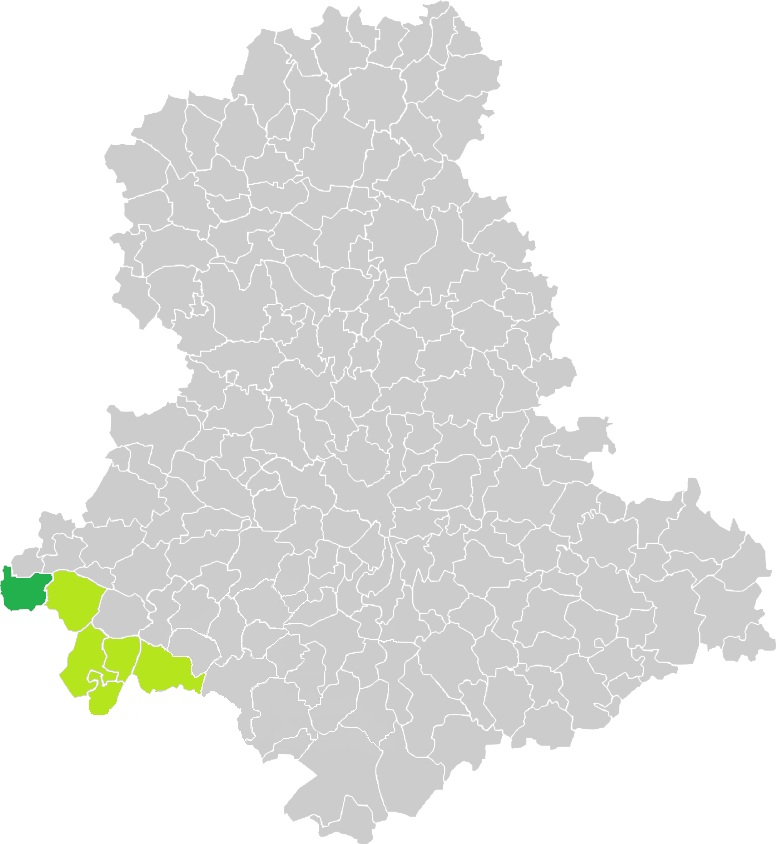
Situation de la commune de Maisonnais-sur-Tardoire en Haute-Vienne.

Maisonnais-sur-Tardoire est la commune la plus occidentale du Limousin, à la longitude de Périgueux ou Saint-Gaudens au sud et de Tours ou Paluel au nord.
Elle est arrosée par la Tardoire, le Trieux et le Nauzon.

### Communes limitrophes
Maisonnais-sur-Tardoire est limitrophe de sept autres communes, dont deux dans le département de la Charente, et deux autres dans celui de la Dordogne.
Les communes limitrophes sont Roussines, Sauvagnac, Busserolles, Champniers-et-Reilhac, Chéronnac, Saint-Mathieu et Les Salles-Lavauguyon.
| Sauvagnac (Charente)   | Les Salles-Lavauguyon   | Chéronnac                        |
| Roussines (Charente)   | Maisonnais-sur-Tardoire | Saint-Mathieu                    |
| Busserolles (Dordogne) |                         | Champniers-et-Reilhac (Dordogne) |

### Climat
Pour des articles plus généraux, voir Climat de la Nouvelle-Aquitaine et Climat de la Haute-Vienne.
Historiquement, la commune est exposée à un climat océanique limousin.  
En 2020, Météo-France publie une typologie des climats de la France métropolitaine dans laquelle la commune est exposée à un climat océanique altéré et est dans une zone de transition entre les régions climatiques « Poitou-Charentes » et « Aquitaine, Gascogne »0.
Pour la période 1971-2000, la température annuelle moyenne est de 11,5 °C, avec une amplitude thermique annuelle de 14,8 °C. Le cumul annuel moyen de précipitations est de 1 057 mm, avec 13,2 jours de précipitations en janvier et 7,8 jours en juillet. Pour la période 1991-2020, la température moyenne annuelle observée sur la station météorologique la plus proche, située sur la commune de Rochechouart à 15,98 km à vol d'oiseau, est de 12,2 °C et le cumul annuel moyen de précipitations est de 963,9 mm,. Pour l'avenir, les paramètres climatiques de la commune estimés pour 2050 selon différents scénarios d’émission de gaz à effet de serre sont consultables sur un site dédié publié par Météo-France en novembre 2022.

## Urbanisme

### Typologie
Au 1er janvier 2024, Maisonnais-sur-Tardoire est catégorisée commune rurale à habitat très dispersé, selon la nouvelle grille communale de densité à sept niveaux définie par l'Insee en 2022.
Elle est située hors unité urbaine et hors attraction des villes,.

### Occupation des sols
L'occupation des sols de la commune, telle qu'elle ressort de la base de données européenne d’occupation biophysique des sols Corine Land Cover (CLC), est marquée par l'importance des territoires agricoles (51,2 % en 2018), une proportion sensiblement équivalente à celle de 1990 (51,8 %). La répartition détaillée en 2018 est la suivante : forêts (48 %), prairies (27,6 %), zones agricoles hétérogènes (23,6 %), zones urbanisées (0,8 %). L'évolution de l'occupation des sols de la commune et de ses infrastructures peut être observée sur les différentes représentations cartographiques du territoire : la carte de Cassini (XVIIIe siècle), la carte d'état-major (1820-1866) et les cartes ou photos aériennes de l'IGN pour la période actuelle (1950 à aujourd'hui).

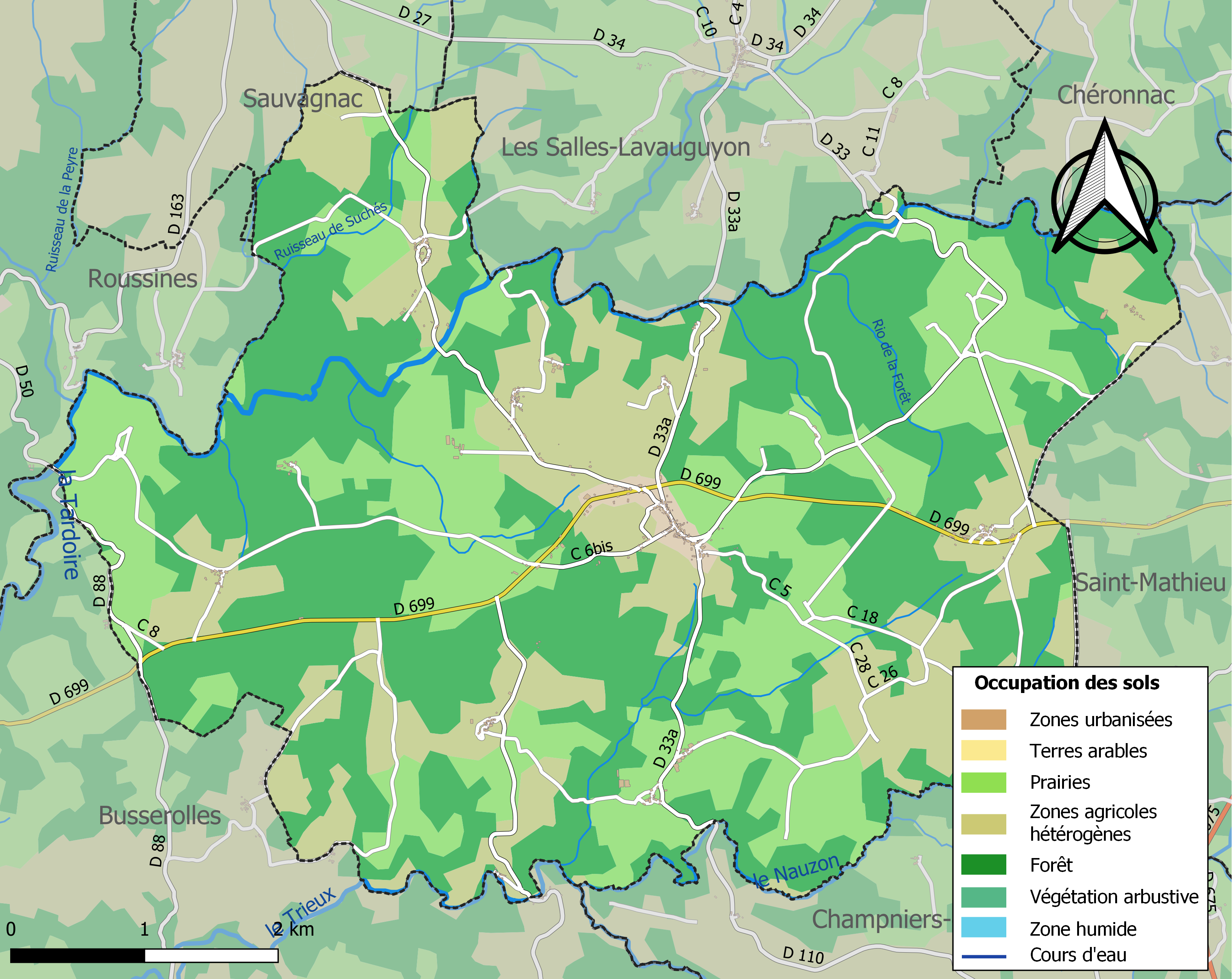
Carte des infrastructures et de l'occupation des sols de la commune en 2018 (CLC).

### Risques majeurs
Le territoire de la commune de Maisonnais-sur-Tardoire est vulnérable à différents aléas naturels : météorologiques (tempête, orage, neige, grand froid, canicule ou sécheresse) et séisme (sismicité faible). Il est également exposé à un risque particulier : le risque de radon. Un site publié par le BRGM permet d'évaluer simplement et rapidement les risques d'un bien localisé soit par son adresse soit par le numéro de sa parcelle.

#### Risques naturels

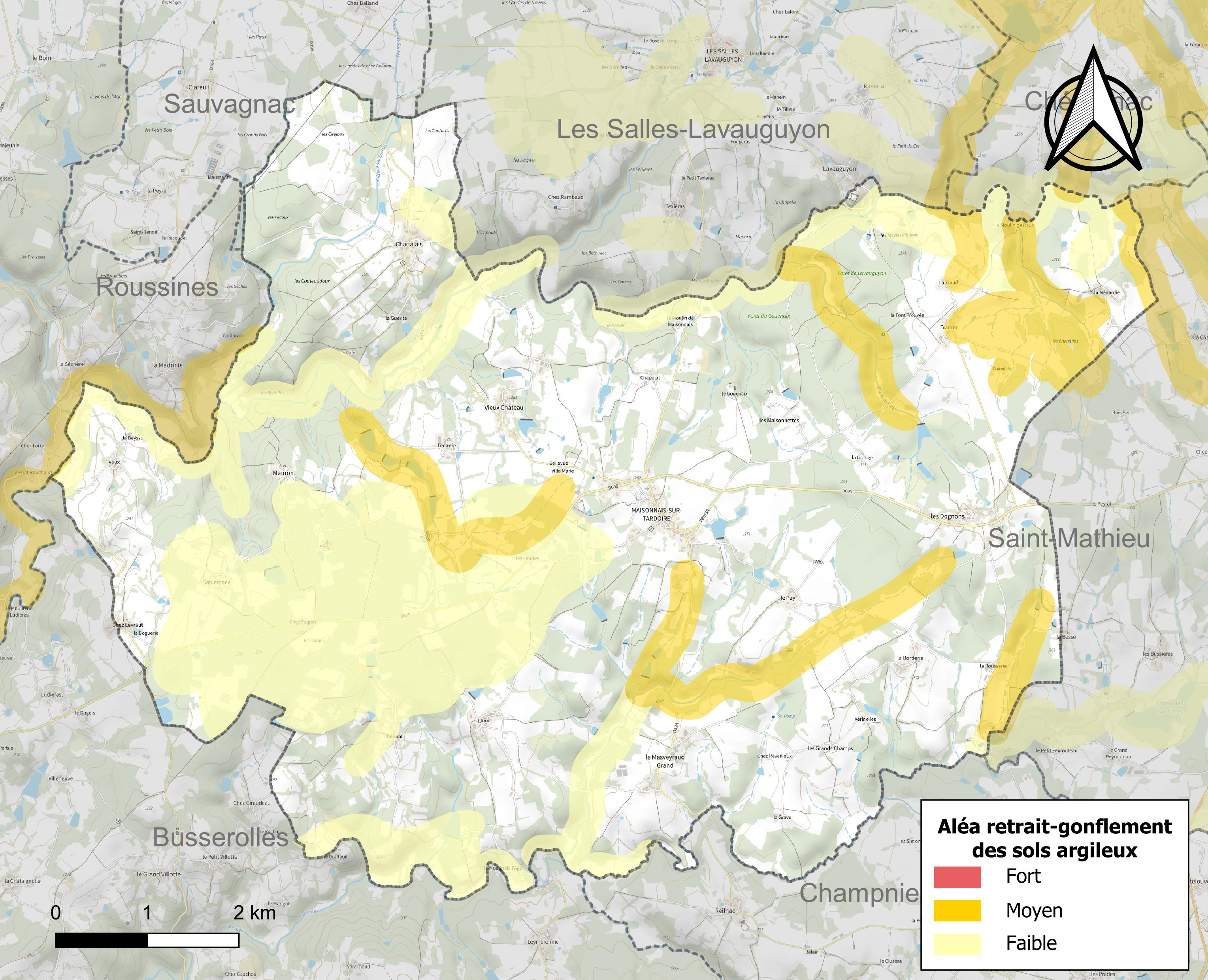
Carte des zones d'aléa retrait-gonflement des sols argileux de Maisonnais-sur-Tardoire.

Le retrait-gonflement des sols argileux est susceptible d'engendrer des dommages importants aux bâtiments en cas d’alternance de périodes de sécheresse et de pluie. 11,2 % de la superficie communale est en aléa moyen ou fort (27 % au niveau départemental et 48,5 % au niveau national métropolitain). Depuis le 1er octobre 2020, en application de la loi ÉLAN, différentes contraintes s'imposent aux vendeurs, maîtres d'ouvrages ou constructeurs de biens situés dans une zone classée en aléa moyen ou fort,.
La commune a été reconnue en état de catastrophe naturelle au titre des dommages causés par les inondations et coulées de boue survenues en 1982 et 1999 et par des mouvements de terrain en 1999.

#### Risque particulier
Dans plusieurs parties du territoire national, le radon, accumulé dans certains logements ou autres locaux, peut constituer une source significative d'exposition de la population aux rayonnements ionisants. Selon la classification de 2018, la commune de Maisonnais-sur-Tardoire est classée en zone 3, à savoir zone à potentiel radon significatif.

## Toponymie
Sur la planète Mars, en février 2021, l'une des cibles d'analyses poussées effectuées des sédiments meubles par l'astromobile Curiosity de la NASA, est baptisée d'après le lieu-dit Sableronne, situé trois kilomètres et demi à l'ouest du bourg.

## Politique et administration
| Période                                  | Période  | Identité         | Étiquette | Qualité |
| ---------------------------------------- | -------- | ---------------- | --------- | ------- |
| Les données manquantes sont à compléter. |          |                  |           |         |
|                                          |          |                  |           |         |
| avant 1981                               | ?        | Roger Masveyraud |           |         |
|                                          |          |                  |           |         |
| 2001                                     | 2008     | Roger Léger      |           |         |
| 2008                                     | 2010     | Joël Demperat    |           |         |
| 2010 (réélu en juillet 2020)             | En cours | Raoul Rechignac  |           |         |

## Démographie
L'évolution du nombre d'habitants est connue à travers les recensements de la population effectués dans la commune depuis 1793. Pour les communes de moins de 10 000 habitants, une enquête de recensement portant sur toute la population est réalisée tous les cinq ans, les populations de référence des années intermédiaires étant quant à elles estimées par interpolation ou extrapolation. Pour la commune, le premier recensement exhaustif entrant dans le cadre du nouveau dispositif a été réalisé en 2004.

En 2022, la commune comptait 376 habitants, en évolution de −4,33 % par rapport à 2016 (Haute-Vienne : −0,68 %, France hors Mayotte : +2,11 %).
| 1793  | 1800  | 1806  | 1821  | 1831  | 1836  | 1841  | 1846  | 1851  |
| ----- | ----- | ----- | ----- | ----- | ----- | ----- | ----- | ----- |
| 1 206 | 1 291 | 1 343 | 1 538 | 1 516 | 1 589 | 1 510 | 1 653 | 1 669 |

| 1856  | 1861  | 1866  | 1872  | 1876  | 1881  | 1886  | 1891  | 1896  |
| ----- | ----- | ----- | ----- | ----- | ----- | ----- | ----- | ----- |
| 1 647 | 1 608 | 1 629 | 1 585 | 1 677 | 1 736 | 1 775 | 1 742 | 1 723 |

| 1901  | 1906  | 1911  | 1921  | 1926  | 1931  | 1936  | 1946  | 1954 |
| ----- | ----- | ----- | ----- | ----- | ----- | ----- | ----- | ---- |
| 1 654 | 1 571 | 1 559 | 1 414 | 1 326 | 1 230 | 1 177 | 1 065 | 952  |

| 1962 | 1968 | 1975 | 1982 | 1990 | 1999 | 2004 | 2006 | 2009 |
| ---- | ---- | ---- | ---- | ---- | ---- | ---- | ---- | ---- |
| 912  | 799  | 696  | 607  | 512  | 454  | 477  | 462  | 444  |

| 2014 | 2019 | 2022 | - | - | - | - | - | - |
| ---- | ---- | ---- | - | - | - | - | - | - |
| 400  | 384  | 376  | - | - | - | - | - | - |

## Culture locale et patrimoine

### Lieux et monuments
- Vestiges du château de Lavauguyon, forteresse médiévale du XIIIe siècle.
- Église Saint-Cyprien de Maisonnais-sur-Tardoire.
- Gisant debout, à la porte du cimetière.
- Château Rocher, château Renaissance (propriété privée).

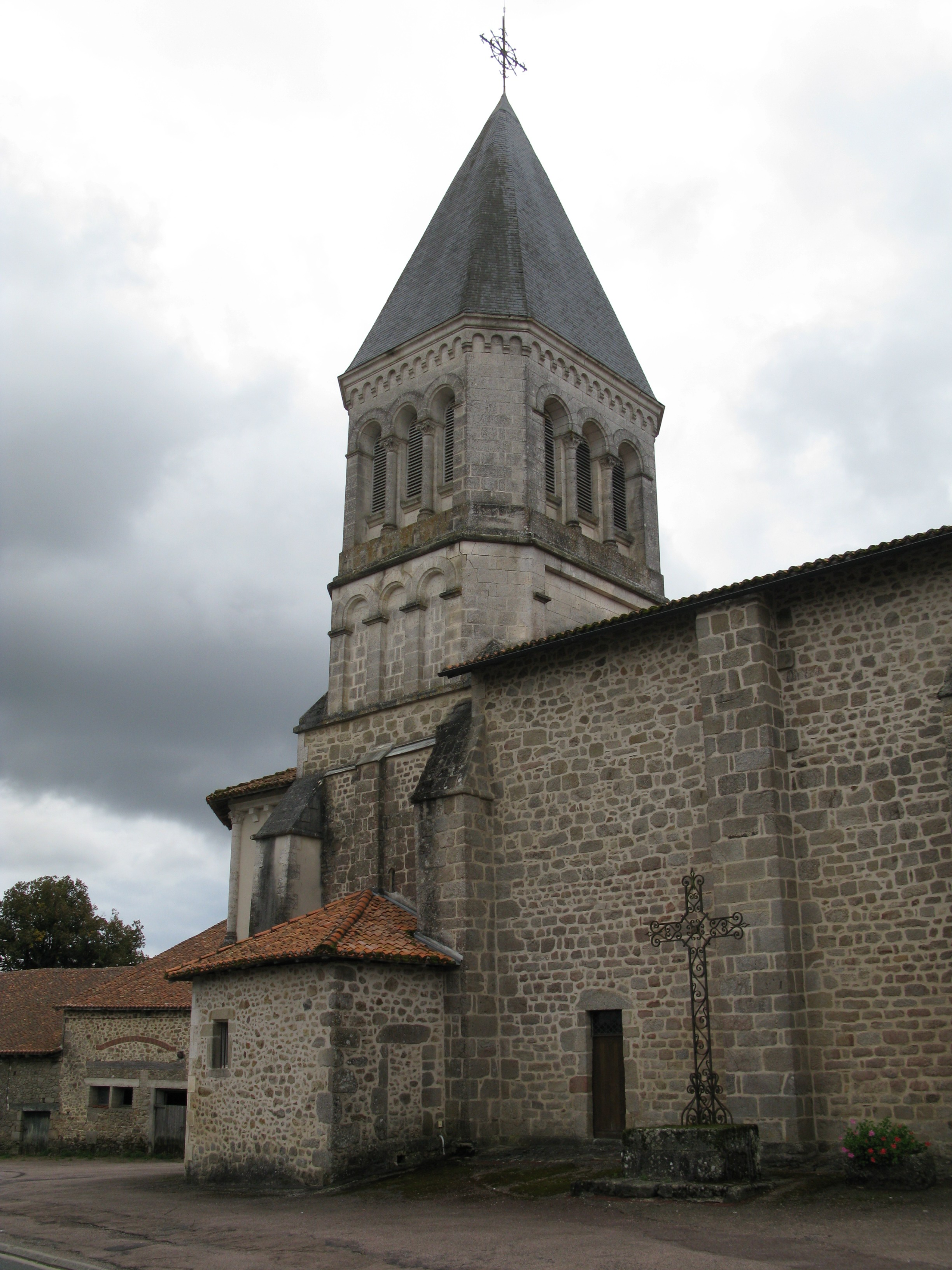
Église Saint-Cyprien
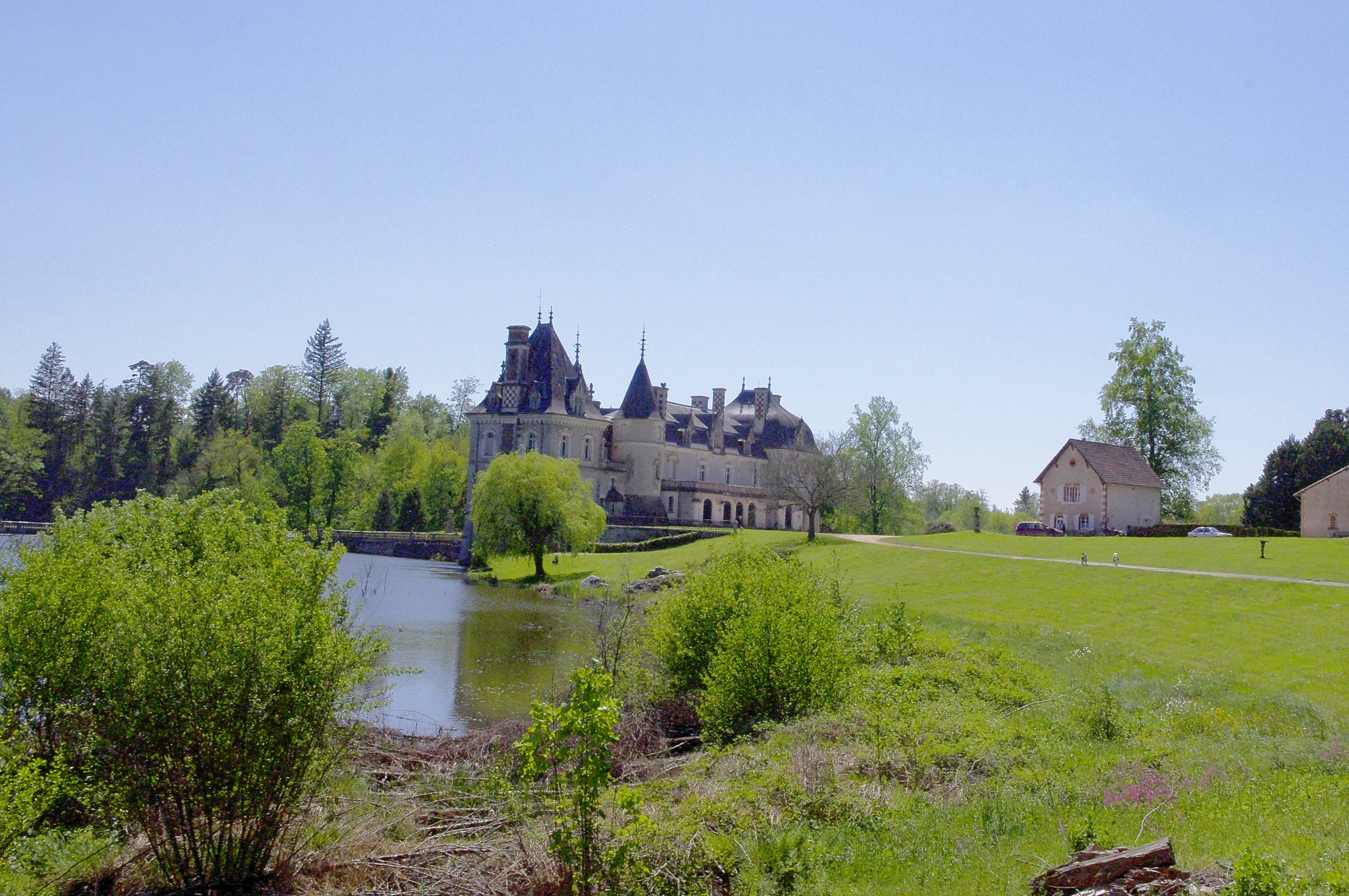
Le château Rocher.
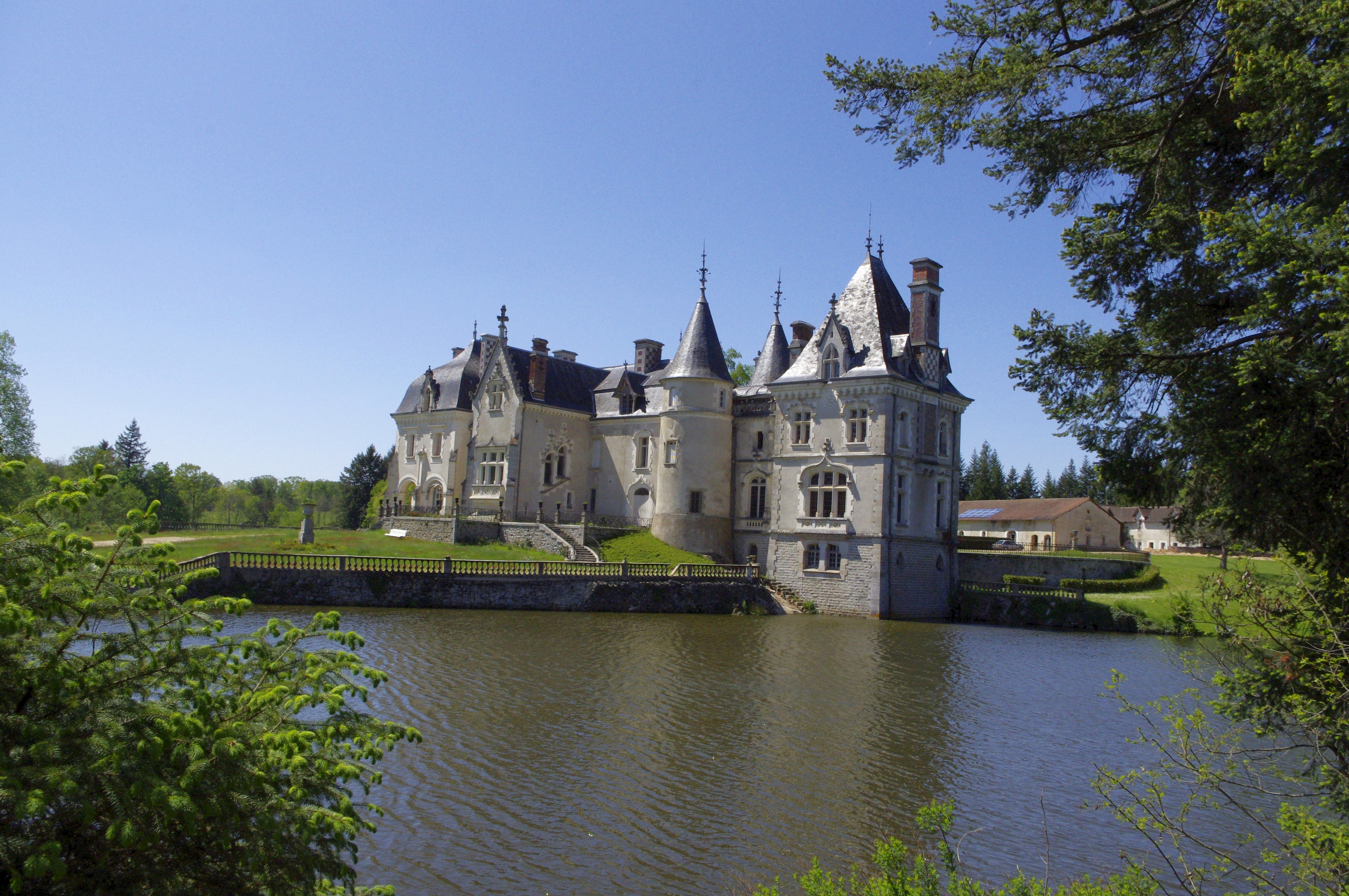
Le château Rocher.
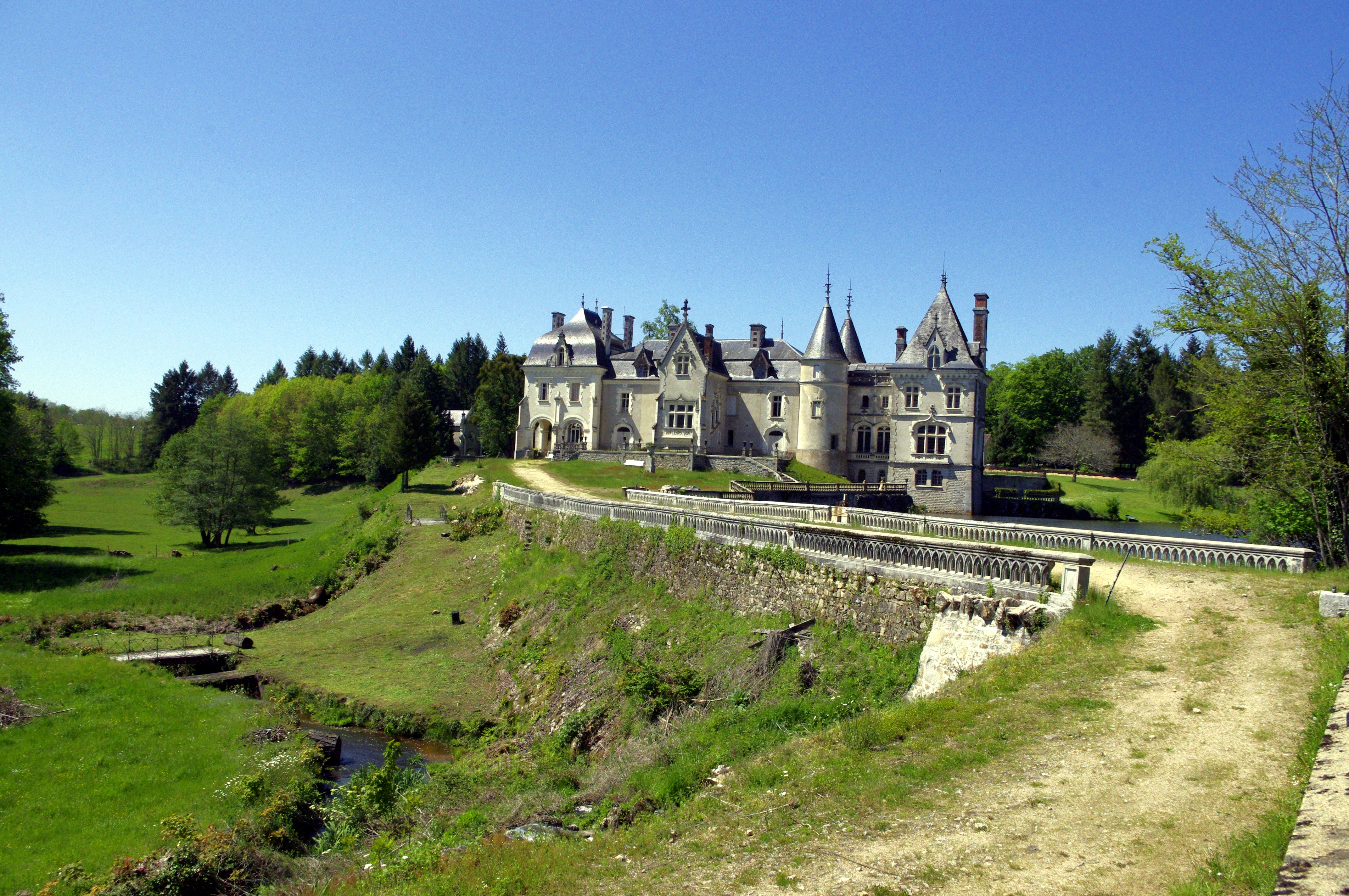
Le château Rocher.
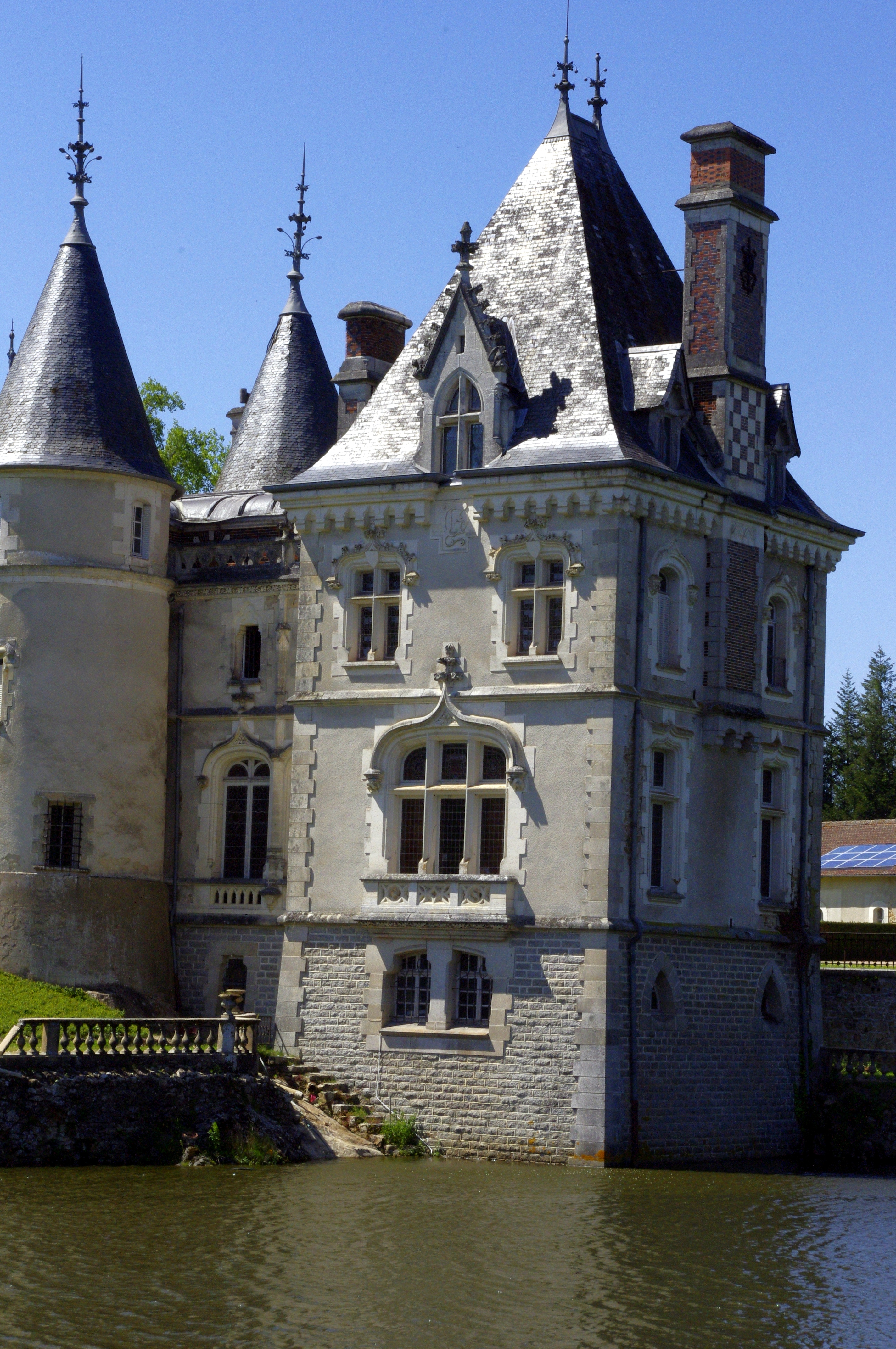
Le château Rocher.

### Patrimoine naturel
La commune présente deux zones naturelles d'intérêt écologique, faunistique et floristique (ZNIEFF).
- La ZNIEFF de type 2 Vallée de la Tardoire (du moulin de Cros à Peyrassoulat)[25].
- La ZNIEFF de type 1 Ruisseau de Nauzon qui fait partie du reseau hydrographique de la Tardoire et du Trieux[26].

### Héraldique
|  | Les armoiries de Maisonnais-sur-Tardoire se blasonnent ainsi : De gueules au pal de vair ; à la filière engrêlée d'argent. |

## Pour approfondir